# Om (banda estadounidense)

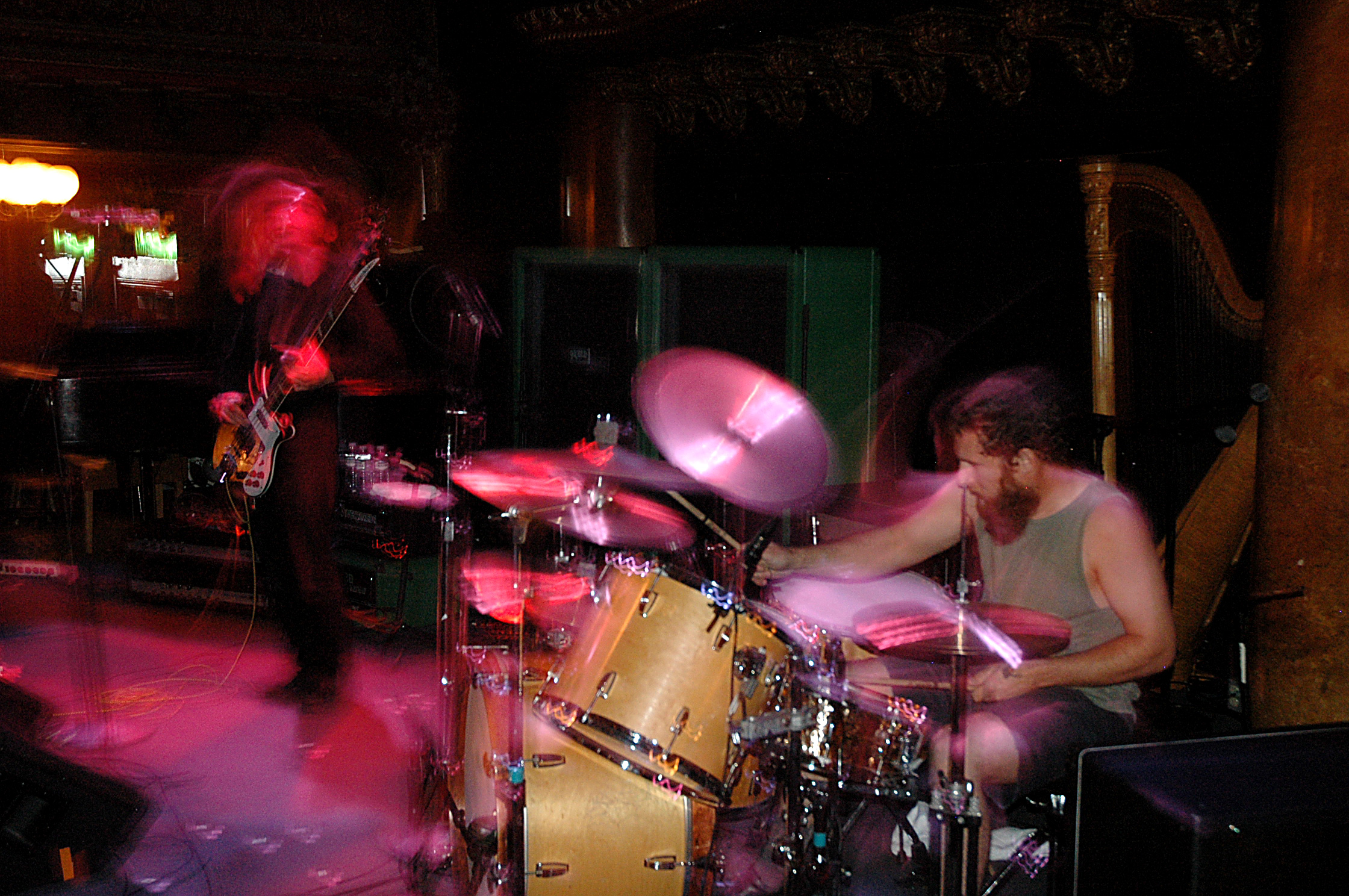
Al Cisneros (izquierda) y Chris Haikus (derecha) en una presentación en vivo.

Om (a veces estilizado como OM) es una banda de Stoner Metal/ Doom metal / Drone Doom de San Francisco, California. Formada como dúo en 2003 por la sección rítmica de la banda de stoner doom metal Sleep, Om es actualmente un trío.
Los primeros trabajos de Om incorporan estructuras musicales similares al canto tibetano y bizantino, como se escucha en su álbum debut Variations of a Theme. El nombre de la banda deriva del concepto hindú del Om, que se refiere a la vibración natural del universo. Todos los álbumes desde Pilgrimage en adelante presentan iconografía ortodoxa oriental en la portada.
Los primeros tres discos de Om incluyen a Al Cisneros en la voz y el bajo y Chris Hakius en la batería.
El 5 de diciembre de 2007, Om tocó en Jerusalén, Israel. Su presentación duró más de cinco horas y una porción de aquel concierto fue lanzada en vinilo de 12" por Southern Lord como Live at Jerusalem.
El álbum de 2007 de la banda, Pilgrimage, fue elegido el álbum underground del año por la revista Mojo.
El 31 de enero de 2008, Chris Hakius dejó la banda y fue reemplazado por el baterista Emil Amos de Grails. En la última gira con Hakius tocaron canciones en vivo que más tarde serían "Gebel Barkal" y "Thebes".
El 15 de agosto de 2008, Om lanzó un vinilo de 7" y 45 RPM titulado Gebel Barkal para el Sub Pop's Singles Club, seguido, en 2009, de un LP en vivo lanzado solo en vinilo bajo el sello Important Records, Conference Live.
El cuarto álbum de estudio de Om, God is Good, fue grabado por Steve Albini y lanzado por Drag City el 29 de septiembre de 2009.
El quinto álbum de estudio de la banda, Advaitic Songs, fue lanzado por Drag City el 24 de julio de 2012. Fue aclamado por la crítica.
En noviembre de 2013, la banda tocó en el último día del festival mundialmente famoso All Tomorrow's Parties, en Camber Sands, Inglaterra.

## Miembros

### Actuales
- Al Cisneros – bajo, voz (2003–presente)
- Emil Amos – batería (2008–presente)
- Robert Lowe – voz, guitarra, sintetizador, percusión (2009–presente)

### Antiguos
- Chris Hakius – batería (2003–2008)

## Discografía

### Álbumes de estudio
| Año  | Título                  | Sello         |
| ---- | ----------------------- | ------------- |
| 2005 | Variations on a Theme   | Holy Mountain |
| 2006 | Conference of the Birds | Holy Mountain |
| 2007 | Pilgrimage              | Southern Lord |
| 2009 | God Is Good             | Drag City     |
| 2012 | Advaitic Songs          | Drag City     |

### Álbumes en vivo
| Año  | Título            | Sello                 |
| ---- | ----------------- | --------------------- |
| 2008 | Live at Jerusalem | Southern Lord         |
| 2009 | Live Conference   | Important Records     |
| 2014 | Live              | Outer Battery Records |

### Sencillos y EP
| Año  | Título                                                    | Tipo                                        | Sello             |
| ---- | --------------------------------------------------------- | ------------------------------------------- | ----------------- |
| 2006 | Inerrant Rays of Infallible Sun (Blackship Shrinebuilder) | Single (split con Current 93)               | Neurot Recordings |
| 2006 | Om / Six Organs of Admittance                             | Single (split con Six Organs of Admittance) | Holy Mountain     |
| 2008 | Gebel Barkal                                              | Single                                      | Sub Pop           |
| 2013 | Addis Dubplate                                            | Remix "12                                   | Drag City         |
| 2013 | Gethsemane Dubplate                                       | Remix "12                                   | Drag City         |